# Jardins de Drulon
Jardins de Drulon eller Les Jardins Artistiques de Drulon är en holländsk trädgård i Loye-sur-Arnon nära Saint-Amand-Montrond i departementet Cher i Frankrike. Trädgården är klassificerad som Jardin Remarquable av myndigheterna, vilket innebär att den uppmärksammats som en av de finaste i Frankrike.
Trädgårdarna ligger vid ett slott vars äldsta delar är från 1400-talet. De är uppdelade i olika teman, till exempel "Den vilda trädgården" eller "Rumsträdgården". Överallt i omgivningarna finns olika konstverk utplacerade, som är till salu, vilket gör platsen till en blandning av naturupplevelse och ateljébesök. Verken är placerade på lite överraskande platser som exempelvis hängande i träd eller delvis dolda i busksnår. 
Till skillnad från många traditionella franska trädgårdar ger Drulon intrycket av att vara delvis vildvuxen och oplanerad.
Slottet övertogs 1998 av ett par från Nederländerna som påbörjade upprustning av parken.